# Hie Maru
La Hie Maru fu costruita nella Mitsubishi Heavy Industries di Yokohama nel 1930 per la Nippon Yusen Kaisha Kisen (NYK) di Tokyo. Poi il 26 novembre 1941, insieme alla gemella Heian Maru, veniva requisita dalla Marina imperiale giapponese, per essere convertita, il 9 marzo 1942, a Yokosuka Navy Yard, in nave ausiliaria trasporto sommergibili (Sensui-Bokan).
La nave fu posta sotto il comando del capitano Ishizaki Noboru; aveva un equipaggio di 242 marinai.
La Hie Maru fu attaccata a 190 miglia nord-nord-ovest di Kavieng, New Ireland, l'11 novembre del 1943 dal sommergibile della United States Navy USS Drum del tenente comandante Delbert F. Williamson. Poi la nave fu attaccata e colpita da bombe lanciate da un Consolidated B-24 Liberator della 5ª Flotta aerea dell'USAF, danneggiandola.
Alle ore 12:45 del 17 novembre 1943, a 385 miglia a sud-ovest delle Tuck, il sommergibile Drum dell'US Navy lanciò ben quattro siluri contro la Hie Maru, colpendola alla stiva n. 3. Alle 17:30 la Hie Maru affondò alle coordinate 1° 45' nord, 148° 15' est.